# Búlandstindur

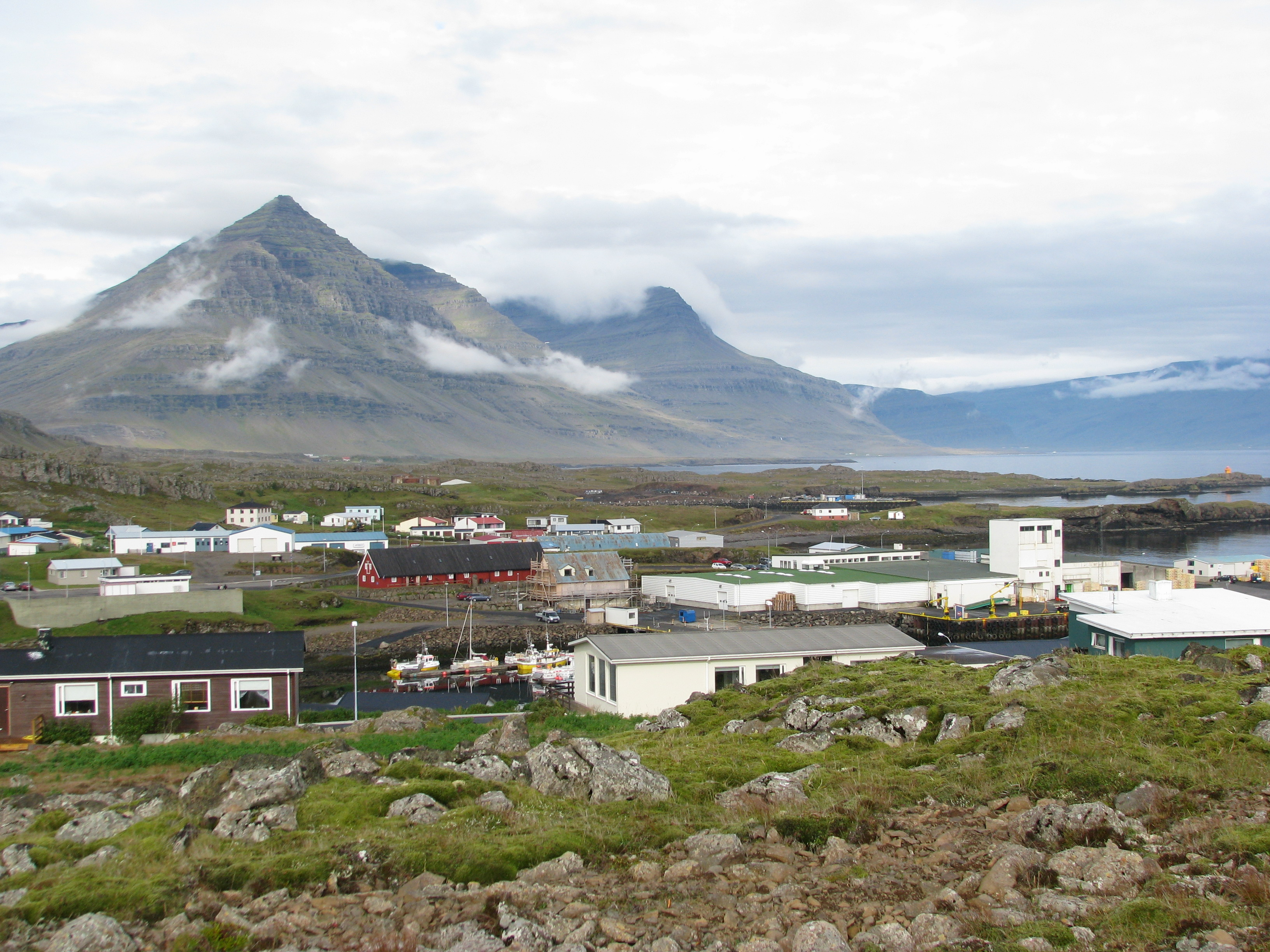
Búlandstindur desde la localidad de Djúpivogur.

Búlandstindur es una montaña situada al oriente de Islandia entre las bahías de Berufjörður y Hamarsfjörður, en la región de Austurland. Tiene una altura de 1.069 m s. n. m. Tiene forma de pirámide y está compuesta por estratos de basalto.